# Mariana Grajales

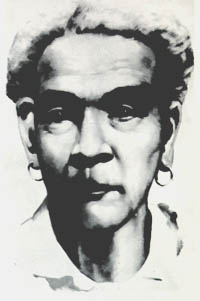
Mariana Grajales Coello

Mariana Grajales Coello (* 26. Juni 1815 in Santiago de Cuba; † 23. November 1893 in Kingston (Jamaika)) war eine kubanische Freiheitskämpferin gegen die Sklaverei in ihrem Land. Sie gilt als Symbol für den Frauenkampf für Gleichberechtigung sowie für ein unabhängiges Kuba ohne Sklaverei. Sie leitete Lazarette und half Verwundeten auf dem Schlachtfeld.

## Biografie
Mariana Grajales wurde am 26. Juni 1815 in Santiago de Cuba als Tochter dominikanischer Eltern geboren. 1851 heiratete sie Marco Maceo. Sie hatte dreizehn Kinder, neun davon von Maceo. Das letzte Kind bekam sie mit 52 Jahren. Mariana lebte zusammen mit ihrer Familie im Zufluchtsort La Delicia im Barrio Majaguabo in San Luis und betrieb dort später eine Bergsiedlung und ein provisorisches Krankenhaus.
Mariana und ihre Familie kämpften im Zehnjährigen Krieg (1868–1878), im Guerra Chiquita (spanisch für: „Kleiner Krieg“, 1879–1880) und im Kubanischen Unabhängigkeitskrieg (1895–1898). José und Antonio Maceo Grajales, Söhne von Mariana, kämpften in der Befreiungsarmee von 1868 bis 1878 als Generäle. Während der Kriege leitete Mariana im Basislager ihres Sohns Antonio die Krankenpflege und Nachschubversorgung. Sie betrat häufig die Schlachtfelder um verwundeten Soldaten zu helfen – sowohl Spaniern, als auch Kubanern.
Nachdem José Martí Zeuge davon wurde, wie Mariana Grajales und Antonios Ehefrau Maria Cabrale das Schlachtfeld betraten, um den verwundeten Antonio zu retten, merkte er an: „Fáciles son los heroes con tales mujeres.“ (spanisch für: „In Gegenwart solcher Frauen ist es leicht, ein Held zu sein.“).
Mariana starb am 27. November 1893 im Alter von 78 Jahren in Kingston (Jamaika).

## Posthume Ehrungen
1957 hat Justo Luis Pozo del Puerto, der Bürgermeister Havannas, Mariana Grajales de Maceo zur „Mutter Kubas“ ernannt.
Am 4. September 1958 gründete Fidel Castro den ausschließlich aus Frauen bestehenden Zug „Marina Grajales Frauentrupp“, der mit leichten M-1 Maschinenpistolen ausgerüstet wurde.
Die Flughäfen Aeropuerto Mariana Grajales in Guantánamo und Aeropuerto Antonio Maceo in Santiago de Cuba wurden zum Gedenken an die Beiträge Marianas und ihres Sohnes im Kampf um die Befreiung Kubas nach ihnen benannt.